# Nils Eosander
Nils Eosander, hrabia Lillieroot (ur. 25 kwietnia 1636, zm. 19 kwietnia 1705 w Sztokholmie) – szwedzki polityk i mąż stanu.
Urodził się jako baron Lillieroot. Podniesiony do rangi hrabiego został w uznaniu jego zasług dyplomatycznych. 
W latach 1692–1697 wysłannik szwedzki (envoyé) w Hadze, od 1697 do 1703 w randze ambasadora nadzwyczajnego Szwecji. W roku 1697 mediator na kongres pokojowy w Rijswijk. W roku 1703 został sekretarzem stanu.